# William Dalrymple

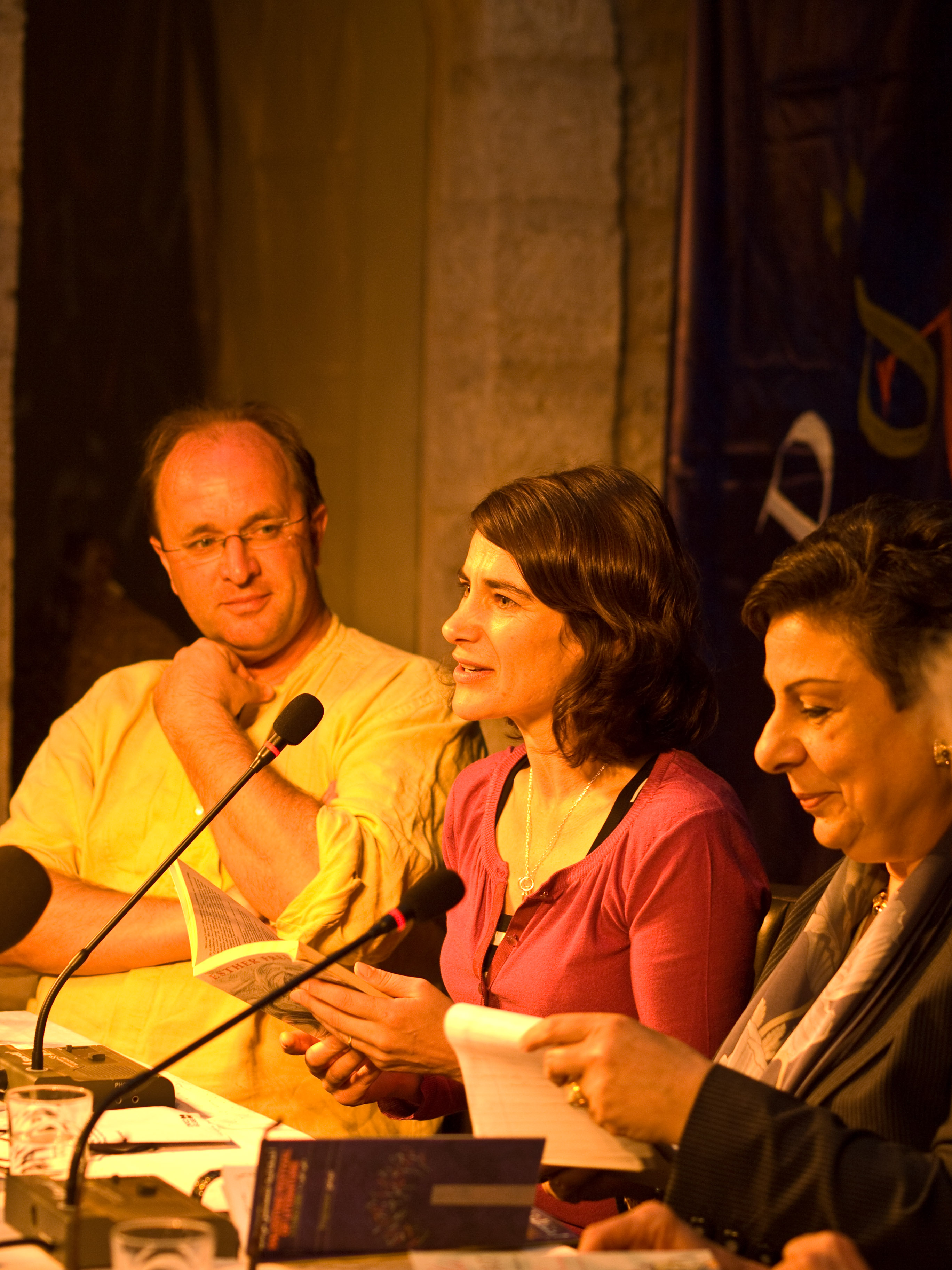
William Dalrymple, met Esther Freud (m) en Hanan Ashrawi, 2008

William Dalrymple (20 maart 1965) is een Schots historicus en auteur van diverse reisbeschrijvingen in het Midden-Oosten en Azië.

## Oeuvre
- In Xanadu: A Quest (Flamingo) (1989)
- City of Djinns: A Year in Delhi (1993)
- From the Holy Mountain: A Journey in the Shadow of Byzantium (1997)
- The Age of Kali: Travels and Encounters in India (1998)
- Begums, Thugs & White Mughals (2002)
- White Mughals: Love and Betrayal in Eighteenth-century India (2002)
- The Last Mughal: The Eclipse of a Dynasty, Delhi 1857 (2006)
- The slow disappearance of the Syriacs from Turkey and of the Grounds of the Mor Gabriel Monastery ISBN 978-3-643-90268-9, samen met Pieter Omtzigt, Markus K. Tozman en Andrea Tyndall (2012)

### Vertaald in het Nederlands
- In de schaduw van Byzantium (1998). vert. van From the Holy Mountain: a Journey in the Shadow of Byzantium